# Old Cleeve
Old Cleeve är en civil parish i Storbritannien.   Den ligger i grevskapet Somerset och riksdelen England, i den södra delen av landet, 230 km väster om huvudstaden London. Arean är 20,9 kvadratkilometer.
Terrängen i Old Cleeve är platt åt nordost, men åt sydväst är den kuperad.